# المجلس الوطني للمراجعة
المجلس الوطني لمراجعة الأفلام (بالإنجليزية: National Board of Review)‏ كان قد أسس في 1909 في مدينة نيويورك، فقط بعد 13 سنة من ولادة السينما، للاحتجاج على قرار عمدة المدينة «جورج بي. ماكليلان جونير» بإلغاء تراخيص عرض الأفلام في ليلة عيد الميلاد 1908. العمدة أعتقد ان السينما قامت بافساد المجتمع. وللتأكيد على حقهم الدستوري في حرية التعبير، قام مجموعة من ملاك دور العرض وموزعي الأفلام بتأسيس مجلس نيويورك للرقابة السينمائية، ثم غير اسمه بعد وقت قصير إلى المجلس الوطني لمراجعة الأفلام وذلك لتفادي تبعات كلمة «رقابة». وكان الغرض المعلن للمجلس هو دعم الأفلام السينمائية والتي كانت تغير الحياة الثقافية في أمريكا. في محاولة لتجنب الرقابة الحكومية على الأفلام. المجلس الوطني أصبح دار المقاصة الغير رسمي للأفلام الجديدة. من 1916 إلى 1950 آلاف الأفلام حملت ختم «أقره المجلس الوطني للمراجعة». لكن المجلس كان بحكم الأمر الواقع منظمة الرقابة. المنتجون يقدمون افلامهم للمجلس قبل إصدارها؛ هم يوافقون على قطع أي مشاهد يعترض عليها المجلس، ويمكن ان يصل الامر إلى تدمير الفيلم بأكمله.
في 1930، كان المجلس الوطني أول مجموعة تختار أفضل 10 أفلام ناطقة بالإنكليزية في السنة وأفضل الأفلام الأجنبية، وما زالت أول مجموعة نقدية تقدم جوائزها السنوية. لأختيار الفائزين بالجوائز السنوية، يتم إرسال بطاقات اقتراع إلى أكثر من 100 عضو، يشمل هواة أفلام محددين وأكاديميين وصانعي أفلام وطلاب في منطقة نيويورك الكبرى، ويتم جدولتها في وقت لاحق من قبل شركة محاسبة عامة معتمدة من أجل تحديد الفائزين.

## فئات الجوائز
- أفضل فيلم
  - أفضل 10 أفلام
- أفضل مخرج
- أفضل ممثل
- أفضل ممثلة
- أفضل ممثل مساعد
- أفضل ممثلة مساعدة
- أفضل أداء من قبل طاقم تمثيل
- أفضل سيناريو - مقتبس
- أفضل سيناريو - أصلي
- أفضل فيلم أجنبي (غير ناطق بالإنكليزية)
- أفضل فيلم رسوم متحركة
- أفضل فيلم وثائقي

## روابط خارجية
- الموقع الرسمي